# اليسون باروس مورايس
اليسون باروس مورايس (30 يونيو 1982 في البرازيل – )؛ هو لاعب كرة قدم كان يلعب كمهاجم.

## وصلات خارجية
- اليسون باروس مورايس على موقع رابطة كرة القدم اليابانية للمحترفين (اليابانية)
- اليسون باروس مورايس على موقع دوري كوريا الجنوبية (الإنجليزية)
- اليسون باروس مورايس على موقع عالم كرة القدم.نت (الإنجليزية)